# Kilchiaran Bay
Die Kilchiaran Bay ist eine kleine Bucht an der Westküste der schottischen Hebrideninsel Islay. Sie befindet sich im Südwesten der Insel auf der Halbinsel Rhinns of Islay wenige hundert Meter westlich der kleinen Streusiedlung Kilchiaran. An der Einfahrt ist die etwa 450 m weit ins Land schneidende Bucht 230 m breit und läuft in einem steinigen Strandbereich aus. Am Kopf der Bucht mündet der Bach Abhainn na Braid in den Atlantischen Ozean. Südlich davon ergießt sich der Gleann nan Cuilean in Wasserfällen in das Meer. Wenige hundert Meter nördlich von Kilchiaran Bay beginnt die weite Machir Bay.

## Umgebung
Obschon die Umgebung der Kilchiaran Bay heute beinahe unbewohnte ist, ist sie bereits seit langen Zeiten besiedelt. Zu den ältesten Spuren früherer Besiedlung zählen wahrscheinlich die Überreste zweier Rundhütten, die sich 45 m voneinander entfernt befinden. Die heute bis zu 1,20 m beziehungsweise 30 cm Höhe erhaltenen Außenmauern grenzen Grundflächen von 8,5 m beziehungsweise sechs Metern Durchmesser ein. 300 m westlich am Ufer des Abhainn na Braid befinden sich die Ruinen von St. Ciaran’s Chapel. Das Kirchengebäude stammt wahrscheinlich aus dem frühen 13. Jahrhundert und bildete eines der christlichen Zentren der Insel. Es ist namensgebend für die Ortschaft Kilchiaran.
Am 9. November 1911 zerschellte die im finnischen Mariehamn registrierte Ocean in einem Sturm auf ihrem Weg von Dublin nach Norwegen an der Felsküste bei Kilchiaran Bay. Die 16-köpfige Besatzung war am Bug versammelt, als das Schiff auf die Felsen lief und in der Mitte zerbrach. Zwölf Personen überlebten das Unglück. Das Schiff zerbarst anschließend innerhalb weniger Stunden vollständig.